# Cajemé
José María Leyba Pérez, més conegut com a Cajemé "El que no beu" (Pesiou, Sonora, 14 de maig de 1835 - mort executat a Tres Cruces de Chamampaco, 23 d'abril de 1887) fou un ajudant de camp, alcalde major mexicà i un cabdill yaqui.

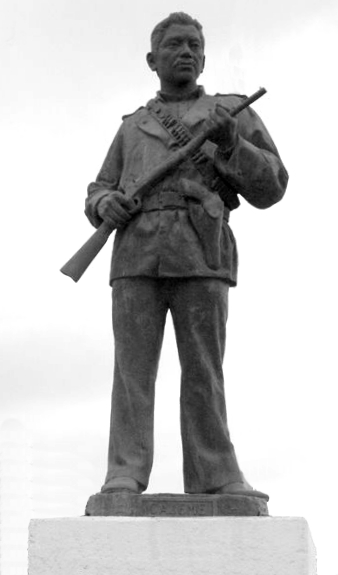
Estàtua de Cajemé a Ciudad Obregon (1985)

El 1853 es va unir a l'exèrcit mexicà. Pels seus mèrits durant el setge de Querétaro fou nomenat per Mariano Escobedo alcalde major de Rio Yaqui per tal que ajudés el governador Ignacio Pesqueira a sotmetre la tribu. En comptes d'això es va revoltar contra ells el 1872. Va reestructurar i disciplinar la societat yaqui per tal de donar-li seguretat econòmica i preparació militar; instituí un sistema de taxes, el control del comerç extern, va reviure la pràctica missionera dels treballs comunitaris i institucionalitzà la tradició tribal de les assemblees populars com a cossos decisoris, alhora que emmagatzemà material de guerra. Això li va permetre resistir els atacs de l'exèrcit mexicà fins a la caiguda del Fort El Añil el 1886.
Fou capturat a Guaymas un any més tard i executat a Tres Cruces de Chamampaco.